# Bitwa pod San Fermo
Bitwa pod San Fermo – starcie zbrojne, które miało miejsce 27 maja 1859 w trakcie włoskiej wojny wyzwoleńczej Garibaldiego (1859–1871).
W maju 1859 r. Giuseppe Garibaldi na czele oddziału 3000 ochotników (oddział strzelców alpejskich) przekroczył rzekę Ticino, po czym skierował się w kierunku jeziora Como. W okolicy San Fermo Włosi natknęli się na liczący 8000 ludzi oddział austriacki dowodzony przez generała Karla von Urbana, który ostrzelał powstańców. Garibaldi wysłał swoje siły do ataku frontalnego, nakazując części wojsk obejście przeciwnika z flanki. Obawiając się odcięcia swoich sił Karl von Urban nie orientujący się w sile przeciwnika nakazał swoim wojskom odwrót. Austriacy stracili około 300 zabitych i rannych, straty Włochów wyniosły 70 zabitych i rannych.